# Andy Preece
Andrew Preece, più conosciuto con il diminutivo Andy Preece (Evesham, 27 marzo 1967) è un allenatore di calcio ed ex calciatore inglese, di ruolo attaccante.

## Carriera

### Giocatore
Esordisce con il Worcester City, club in cui già aveva giocato nelle giovanili, nel 1983 all'età di 16 anni in Alliance Premier League (quinta divisione e più alto livello calcistico inglese al di fuori della Football League); rimane in squadra fino al termine della stagione 1986-1987, per poi trascorrere la stagione 1987-1988 con i semiprofessionisti dell'Evesham Utd, in Southern Football League (sesta divisione). Nella stagione 1988-1989 è invece tesserato del Northampton Town, club di terza divisione, con cui esordisce tra i professionisti, giocando però solamente una partita di campionato e venendo svincolato al termine della stagione; fa quindi ritorno al Worcester City, con cui trascorre un'ulteriore stagione in quinta divisione.
Nel marzo del 1990, all'età di 23 anni, torna nuovamente tra i professionisti: viene infatti tesserato dai gallesi del Wrexham, militanti nella quarta divisione inglese, con i quali rimane fino al dicembre del 1991 mettendo a segno in totale 7 reti in 51 partite di campionato; passa quindi per 10000 sterline allo Stockport County, club di terza divisione, con cui nella sua prima stagione in squadra perde la finale play-off per la promozione in seconda divisione. Nella stagione 1992-1993 il club gioca inoltre (e perde) anche la finale del Football League Trophy. Preece rimane al club fino al termine della stagione 1993-1994, giocando sempre in terza divisione e mettendo a segno complessivamente 42 reti in 97 partite di campionato. Nell'estate del 1994 viene ceduto per 350000 sterline al Crystal Palace, club di prima divisione, con cui rimane per una sola stagione nella quale in campionato gioca 20 partite e realizza 4 reti. Nell'estate del 1995 cambia nuovamente maglia, facendo peraltro ritorno dopo un solo anno in terza divisione: si accasa infatti al Blackpool, club con cui nell'arco di 3 stagioni consecutive di militanza in questa categoria mette a segno complessivamente 35 reti in 129 partite di campionato. Nell'estate del 1998 sale di categoria, andando a giocare in seconda divisione al Bury, club che però a fine anno retrocede in terza divisione, in cui rimane fino al termine della stagione 2001-2002, quando retrocede in quarta divisione. Preece rimane nel club fino al dicembre del 2003 (con anche il ruolo di allenatore del club dal 1999 al 2003) per un totale di 166 presenze e 27 reti in partite di campionato. Lasciato il club, torna a fare esclusivamente il calciatore, segnando 15 reti in 40 presenze con il Carlisle Utd, club di quarta divisione, che lascia al termine della stagione 2004-2005, giocata in quinta divisione in seguito alla retrocessione maturata nell'anno precedente. Preece si ritira dall'attività agonistica in modo definitivo solamente nel 2012, ma di fatto dal 2005 in poi allena sempre le squadre in cui gioca, scendendo in campo in modo saltuario.

### Allenatore
La sua prima esperienza in panchina è quella già citata con il Bury, club che guida complessivamente dal 3 dicembre 1999 al 16 dicembre 2003, per un totale di 214 partite ufficiali (71 vittorie, 53 pareggi e 90 sconfitte). Nel febbraio del 2005 torna per la terza volta in carriera al Worcester City, questa volta principalmente come allenatore (anche se saltuariamente scende anche in campo). Rimane nel club fino al termine della stagione 2006-2007, conquistando 3 piazzamenti consecutivi nelle prime 10 posizioni in classifica in Conference South (sesta divisione), raggiungendo inoltre anche il secondo turno della FA Cup 2005-2006. Lascia il club nell'ottobre del 2007, all'inizio della sua quarta stagione consecutiva in squadra, dopo complessive 137 partite ufficiali allenate (52 vittorie, 47 pareggi e 38 sconfitte).
Torna ad allenare il 25 febbraio 2009, quando viene nominato allenatore ad interim del Northwich Victoria, club di Conference North. Grazie ad una striscia di 6 vittorie consecutive il suo ruolo diventa in breve tempo permanente, ed alla guida del club (di cui dal 2010 al 2012 è anche tesserato come giocatore, giocandovi però una sola partita di campionato) ottiene buoni risultati, tra i quali l'eliminazione dalla FA Cup del Charlton (club di prima divisione) e 2 salvezze consecutive. Si dimette dal club il 16 gennaio 2012 dopo complessive 139 partite ufficiali (con un bilancio di 65 vittorie, 35 pareggi e 39 sconfitte); la stagione 2011-2012 viene in realtà disputata in Northern Premier League (settima divisione) in quanto il club nonostante i buoni risultati ottenuti sul campo era stato nell'estate del 2011 retrocesso a tavolino di una categoria dalla federazione per via dei problemi economici del club. Il giorno successivo alle sue dimissioni, Preece si accasa all'Airbus UK Broughton, club della prima divisione gallese, con cui nella sua prima stagione in carica conquista la salvezza. Preece nella stagione 2012-2013, la sua prima trascorsa integralmente al club, chiude il campionato al secondo posto in classifica, conquistando così la prima qualificazione alle competizioni europee nella storia del club (che, in generale, non aveva mai chiuso un campionato della prima divisione gallese nella prima metà della classifica). L'avventura continentale dura in realtà 2 sole partite, ovvero quelle del primo turno preliminare di Europa League contro i lettoni del Ventspils, che passano il turno per via del maggior numero di gol segnati in trasferta nonostante il complessivo 1-1 maturato fra andata e ritorno. Anche i campionati 2013-2014 e 2014-2015 si concludono con altrettante qualificazioni europee (rispettivamente grazie ad un secondo e ad un terzo posto in classifica), a cui si aggiungono poi 2 semifinali di Coppa di Lega nelle stagioni 2012-2013 e 2013-2014 ed una semifinale di Coppa del Galles nella stagione 2015-2016, l'ultima di Preece nel club, nella quale pur non replicando i successi degli anni precedenti il club chiude il campionato al sesto posto in classifica, non lontano da una quarta qualificazione europea consecutiva. Anche in Europa League il club ottiene risultati relativamente positivi (4 pareggi e 2 sconfitte, una delle quali per un solo gol di scarto, in 6 partite totali disputate), pur senza in effetti mai passare un singolo turno preliminare: nella UEFA Europa League 2014-2015 perde infatti con un complessivo 3-2 per mano dei norvegesi dell'Haugesund, mentre nella UEFA Europa League 2015-2016 perde con un complessivo 5-3 contro i croati della Lokomotiva Zagabria, pareggiando per 2-2 la partita di ritorno in Croazia. Al termine della stagione 2015-2016 Preece ed il club decidono consensualmente di non rinnovare il suo contratto appena scaduto; in 147 partite ufficiali alla guida del club, il suo bilancio totale è di 68 vittorie, 28 pareggi e 51 sconfitte.
Dopo quasi una stagione di inattività, Preece torna ad allenare l'8 febbraio 2017, quando sostituisce l'appena esonerato Steve Burr sulla panchina del Southport, club di National League (quinta divisione inglese); rimane in carica fino al termine della stagione, con un bilancio negativo costituito da 2 vittorie, 2 pareggi e 9 sconfitte, che gli costa il mancato rinnovo del contratto. A partire dalla stagione 2018-2019 lavora come vice del Chorley, club di National League North (sesta divisione).